# A Story of Nell Gwynne
Pour plus de détails, voir Fiche technique et Distribution.
A Story of Nell Gwynne est un film britannique réalisé par George Ridgwell, sorti en 1922.

## Synopsis
Nell Gwynne, favorite du roi Charles II d'Angleterre, fait construire l'hôpital de Chelsea.

## Fiche technique
- Titre original : A Story of Nell Gwynne
- Réalisation : George Ridgwell
- Société de production : British and Colonial Kinematograph Company (en)
- Pays de production :  Royaume-Uni
- Langue originale : anglais
- Format : noir et blanc — 35 mm — 1,37:1 — Film muet
- Genre : Historique
- Durée : 335 m
- Date de sortie :
  - Royaume-Uni : 1922

## Distribution
- Dennis Neilson-Terry (en) : Charles II
- Sylvia Caine : Nell Gwynne
- Fred Rains